# Nocticola simoni
Nocticola simoni es una especie de cucaracha del género Nocticola, familia Nocticolidae. Fue descrita científicamente por Bolívar en 1892.

## Distribución
Se distribuye por Filipinas.